# Desarrollo sexual diferente
Desórdenes del desarrollo sexual, diferencias en el desarrollo sexual (siglas: DDS o, por sus siglas en inglés, DSD), desarrollo sexual diferente, trastornos del desarrollo del sexo, anomalías de la diferenciación sexual o intersexualidad biológica son, en Fisiología humana y medicina, características atípicas de nacimiento que afectan al sistema reproductivo o las características sexuales secundarias humanas, determinando el desarrollo atípico, tanto del sexo cromosómico, del sexo gonadal y del sexo anatómico. Los DSD pueden afectar tanto al sistema reproductivo como a las características sexuales secundarias humanas. Los DSD son todos tipos de intersexualidad biológica. Muchas de las personas con este tipo de diagnósticos reciben la identidad social de ser personas intersexuales independientemente de su identidad de género o de su orientación sexual.
El sexo, a diferencia del género, refiere a las características biológicas que diferencian a machos y hembras en las especies sexuadas. Existen diferentes criterios de determinación sexual para clasificar a los individuos como masculinos o femeninos. En el caso de los seres humanos, debe diferenciarse por lo menos entre el sexo genético o cromosómico (definido como la constitución cromosómica del individuo), el sexo gonadal (el tipo de gónada que posee el individuo testículos, ovarios o ambos), y el sexo anatómico o fenotípico (referido al tipo de sistema reproductor y de caracteres sexuales secundarios del individuo). Un rasgo común a los distintos tipos de DSD es una falta de concordancia en los resultados según se aplique uno u otro de estos criterios. 
Las causas y manifestaciones de los DSD varían de una condición a otra. Los DSD pueden ser diagnosticados en el nacimiento, en la adolescencia o en la adultez. En los seres humanos, la asignación de sexo que se realiza al nacer suele basarse únicamente en la inspección anatómica del neonato, la que resulta suficiente para la mayoría de la población. Sin embargo, tal asignación sexual puede no ser sencilla para algunos neonatos, pues pueden presentarse características morfológicas no concluyentes. Las personas con DSD pueden o no haber presentado rasgos morfológicos no concluyentes para su asignación sexual al nacer. Por otra parte, también es frecuente que las personas con DSD hayan adquirido un sexo al nacer de manera categórica, y que su condición sea diagnosticada recién durante la pubertad, la adolescencia o incluso en la adultez. En todos los casos, un cariograma es condición para el diagnóstico. Los DSD para su estudio científico se subdividen en grupos, y su denominación por convención reafirma la importancia del cariotipo para lograr el diagnóstico médico: son habitualmente utilizados los términos 46,XX; 46,XY; XX sexo reverso y XY sexo reverso.
Un diagnóstico temprano y un abordaje interdisciplinario favorecen la calidad de vida de las personas con DSD. El abordaje clínico puede incluir tratamientos quirúrgicos, hormonales, psicoterapéuticos, entre otros.

## Historia
El concepto médico intersexual se utilizaba por convención para referirse a la apariencia de los genitales externos que era diferente del desarrollo normal para cualquiera de los dos sexos.

Llegado el siglo XXI muchos urólogos estaban preocupados porque los términos intersexual, hermafrodita y pseudohermafrodita resultaban confusos para el público general.

En 2004 las directrices para pacientes con intersexualidad hacía que los profesionales de la salud se enfrentaran a muchos obstáculos e incertidumbres.

El conocimiento de las causas genéticas moleculares de la diferenciación sexual anormal, junto con la mayor conciencia de las cuestiones éticas y de defensa del paciente obligaron al ajuste de la nomenclatura preexistente. La mayoría de las personas con variaciones intersexuales nacidas antes del 2000, aprendieron sobre su condición intersexual cuando eran adultos y tenían un conocimiento incompleto de su anatomía.

En 2005, los participantes de la International Consensus Conference on Intersex celebrada en Chicago recomendaron utilizar en inglés el término paraguas disorders of sex differentiation («trastornos de la diferenciación del sexo») y sus siglas «DSD» para referir a "condiciones congénitas en las que el desarrollo del sexo cromosómico, gonadal o anatómico es atípico". Se proponía que estos términos reemplazaran a términos como hermafroditismo o intersexuales en el lenguaje clínico y en el público, porque sería menos probable que fuera percibido como socialmente peyorativo al ser utilizado en los humanos. Otros términos propuestos con la misma función y definición incluyeron variation of sex development («variación del desarrollo sexual»), differences of sex development («diferencias del desarrollo sexual») o diverse sex development («desarrollo sexual diverso»).
Posteriormente, algunos autores académicos y activistas intersexuales han denunciado el término propuesto en Chicago como derogativo, patologizante o peyorativo. Como consecuencia, a menudo se usan actualmente de manera intercambiable con alternativas que se consideran más neutrales o preferidas por las personas que presentan alguna condición DSD, como «diferencias en el desarrollo sexual», «desarrollo sexual diferente» o «desarrollo sexual diverso».

## Características
Según la definición propuesta en 2005 por la International Consensus Conference on Intersex un caso de DSD es todo tipo de condición congénita "en que el desarrollo del sexo cromosómico, gonadal o anatómico es atípico". Según una definición alternativa, se pueden definir como "cualquier problema observado al nacer donde los genitales son atípicos en relación con los cromosomas o con las gónadas". 
Las DSD han sido dividas en las siguientes categorías, enfatizando el papel del cariotipo en el diagnóstico:
- 46,XX DSD: cromosomas sexuales femeninos genéticos. Principalmente mujeres virilizadas como resultado de hiperplasia suprarrenal congénita (HSC) y niñas con desarrollo ovárico aberrante.
- 46,XY DSD: cromosomas sexuales masculinos genéticos. Individuos con diferenciación testicular anormal, defectos en la biosíntesis de testosterona y alteración de la acción de la testosterona.
- DSD de cromosomas sexuales: pacientes con aneuploidía de cromosomas sexuales o cariotipos sexuales en mosaico. Esto incluye pacientes con síndrome de Turner (45,X o 45,X0) y síndrome de Klinefelter (47,XXY) aunque generalmente no presentan genitales atípicos.
- XX, Inversión sexual: fenotipos masculinos en dos grupos de pacientes, el primero que codifica proteína de la región determinante del sexo Y (gen SRY) translocada y el segundo sin gen SRY.

- Trastorno ovotesticular: pacientes que presentan tejido ovárico y testicular. En algunos casos, el tejido ovárico es funcional.
- XY, Inversión sexual: pacientes con fenotipos femeninos donde la duplicación en la región Xp21.2 del cromosoma X que contiene el gen NR0B1 (DAX1) está asociada con la inversión sexual XY.

## Fisiopatología
La determinación del sexo tiene lugar en el momento de la fecundación (sexo genético), mientras que la diferenciación del sexo gonadal y del sexo genital se producen durante la vida fetal.
Antes de la séptima semana de gestación, los fetos XX y XY tienen una anatomía reproductiva idéntica. A las 7 semanas, los fetos con los cromosomas XY comienzan a desarrollar testículos, mientras los que tienen cromosomas XX comienzan a desarrollar ovarios. A partir de entonces la diferenciación y la función gonadal determinan el fenotipo final. Las gónadas, así como las estructuras genitales externas, se originan a partir de los mismos tejidos embriológicos biopotenciales y solamente mediante una expresión bien coreografiada, bien coordinada y localizada de los genes y sus productos genéticos, se logra la diferenciación y el desarrollo sexuales normales. 
Las DSD están originadas por anomalías en alguna de las etapas del desarrollo fetal ya sea del sexo genético (cromosomas sexuales), del sexo gonadal (ovarios o testículos) o del sexo genital masculino o genital femenino (interno o externo).
La región determinante del sexo en el cromosoma XY (SRY) inicia los eventos moleculares de la formación de los testículos. El gen SOX9 es necesario para la diferenciación de las células de Sertoli.

## Presentaciones de DSD
Las anomalías de la diferenciación sexual o desarrollo sexual diferente, engloban un amplio espectro de discordancias entre los criterios cromosómicos, gonadales y genitales. Múltiples genes se han asociado con la determinación/diferenciación sexual y, en muchos casos, las variaciones en estos genes o sus vías de señalización se han asociado con diferencias/trastornos del desarrollo sexual (DSD).
 Los DSD se clasifican desde 2006 en tres categorías básicas: DSD de cromosomas sexuales, DSD 46,XX y DSD 46,XY.

- El DSD de cromosomas sexuales

Incluye el síndrome de Turner (45,X), el síndrome de Klinefelter (47,XXY) o una mezcla de células 46,XX y 46,XY (quimerismo).
- El DSD 46,XX

Abarca trastornos del desarrollo y la función ovárica como el DSD ovotesticular (OT) 46,XX
- El DSD 46,XY

Incluye afecciones en las que la producción o la acción de la hormona se ve alterada o donde el desarrollo testicular está ausente. 
- Deficiencia de 5α-reductasa 2, trastorno del desarrollo sexual 46,XY. Deficiencia de la enzima (5-ARD) que transforma la testosterona.[26]
- Deficiencia de 17β-hidroxiesteroide deshidrogenasa
- Quimera 46,XX/46,XY: con ambas formas en el mismo individuo
- Síndrome de insensibilidad a los andrógenos (AIS)
- Afalia
- Síndrome de deficiencia de aromatasa
- Síndrome de exceso de aromatasa
- Displasia campomélica
- Clitoromegalia
- Deficiencia combinada de 17α-hidroxilasa/17,20-liasa
- Síndrome de insensibilidad completa a los andrógenos (CAIS)
- Hiperplasia suprarrenal congénita (CAH)
- El síndrome de Denys-Drash y el Síndrome de Frasier
- Síndrome de insensibilidad a los estrógenos (EIS)
- Quiste del conducto de Gartner
- Disgenesia gonadal completa
- Síndrome de Herlyn-Werner-Wunderlich
- Deficiencia aislada de 17,20-liasa
- Síndrome de Klinefelter (47,XXY y XXY)
- Hipoplasia de células de Leydig
- Hiperplasia suprarrenal congénita lipoidea
- Síndrome de insensibilidad leve a los andrógenos (MAIS)
- Disgenesia gonadal mixta
- Trastorno ovotesticular
- Síndrome de insensibilidad parcial a los andrógenos (PAIS)
- Transposición penoescrotal (PST)
- Síndrome del conducto de Müller persistente
- Hipospadias perineoescrotal pseudovaginal (PPSH)
- Síndrome de Swyer
- Síndrome de Turner (45,X0)
- Síndrome de Mayer-Rokitansky-Küster-Hauser Agenesia mülleriana o Agenesia vaginal.
- Síndrome XX masculino, DSD XX testicular, también conocido como síndrome de la Chapelle.

## Manejo de DSD
Debido a los impactos significativos y de por vida que los DSD pueden tener en los pacientes y sus familias, está ampliamente aceptado que los niños con DSD deben ser tratados por un equipo multidisciplinario experimentado. Los proveedores de atención médica generalmente coinciden en que los niños con DSD deben ser notificados de manera temprana.

## DSD en deportes de competencia
Existe una controversia particular en torno a las atletas que se presentan como mujeres con DSD que compiten en eventos deportivos exclusivos para mujeres ya que presentan un nivel elevado de la hormona testosterona.
El organismo mundial de atletismo World Athletics, destacó que si bien el DSD 46 XY ocurre en aproximadamente 1 de cada 20 000 personas en la población general, se encuentra aproximadamente en 7 de cada 1000 atletas femeninas de élite (con una prevalencia 140 veces mayor), lo que sugiere una ventaja significativa en su rendimiento.